# Maximale Immissions-Konzentration
Der Maximale Immissions-Konzentration (MIK-Wert) ist eine Abkürzung für max. Immissionskonzentration und von der Kommission Reinhaltung der Luft in der Richtlinie VDI 2310  festgelegter Wert für eine bestimmte Luftverschmutzung, bei der nach dem aktuellen Stand des Wissens keine Schäden bei Menschen, Tieren und Pflanzen auftreten. 
Zum Schutz des Menschen werden maximale Immissionskonzentrationen (MIK-Werte) festgelegt, deren Zeitbasis von 0,5 Stunden bis zu maximal einem Jahr reicht. Anders als in der TA Luft und den Verordnungen zum Bundes-Immissionsschutzgesetz werden damit auch Vergleichswerte für kurzfristig auftretende Immissionsspitzen zur Verfügung gestellt. Nicht in die Richtlinie aufgenommen wurden Stoffe, die unter dem Verdacht stehen, eine krebserzeugende oder erbgutschädigende Wirkung zu besitzen, da für solche Substanzen aus den oben genannten Gründen das Minimierungsgebot gilt.

## Innenraumluft
Von der Kommission Reinhaltung der Luft mit dem Ziel aufgestellt, eine Gesundheitsschädigung des Menschen, insbesondere auch von Kindern, Alten und Kranken, selbst bei ununterbrochener langfristiger Exposition, zu vermeiden und einen Schutz vor Schadwirkungen an Tieren, Pflanzen und Sachgütern zu gewährleisten. MIK-Werte werden angegeben als Verhältnis von Schadstoffmasse zu Luftvolumen, z. B. in mg/m³. Die Werte werden rein wirkungsbezogen, wissenschaftlich begründet und aus praktischer Erfahrung abgeleitet. Sie berücksichtigen nicht die technische Realisierbarkeit und haben – im Gegensatz zu den Immissionsgrenzwertes der TA Luft und der 33. BImSchV – keine Rechtsverbindlichkeit.